# Ван Аллен, Джеймс
Джеймс Альфред Ван Аллен (англ. James Alfred Van Allen; 7 сентября 1914, Маунт-Плезант, штат Айова — 9 августа 2006 года, Айова-Сити, штат Айова) — американский астрофизик, известный своим открытием радиационных поясов Земли.
Член Национальной академии наук США (1959) и Американского философского общества (1961). Удостоен Национальной научной медали США (1987).

## Биография
Окончил с отличием Уэслианский колледж (1935), продолжив обучение в Университете штата Айова. В 1936 году ему была присуждена степень магистра наук, а в 1939 году — степень доктора философии в физике. Во время Второй мировой войны работал в отделе земного магнетизма Института Карнеги, а затем — в лаборатории прикладной физики Университета Джонса Хопкинса, где занимался разработкой радиовзрывателей для оружия. В послевоенные годы руководил высотными экспериментами, проводимыми с помощью ракет «Фау-2».
Ван Аллен принимал участие в разработке «Эксплорера-1» — первого американского искусственного спутника Земли. С помощью «Эксплорера-1» и «Эксплорера-3» его исследовательской группой были обнаружены в феврале 1958 окружающие планету радиационные пояса, образованные заряженными частицами солнечного ветра. Явление получило название пояса Ван Аллена. Несколько позже радиационный пояс Земли исследовался советскими учёными (С. Н. Вернов и А. Е. Чудаков).
Под его руководством также были сконструированы радиационные детекторы для первых лунных зондов и детекторы энергичных заряженных частиц для автоматической межпланетной станции «Маринер-2». Ван Аллен принимал участие в разработке космического зонда «Галилео», достигшего Юпитера в 1995 году.
В 1992 году Ван Аллен подписал «Предупреждение человечеству».
Умер 9 августа 2006 года от сердечной недостаточности.

## Награды и отличия
- Человек года по версии журнала Time (1960)
- Премия памяти Рихтмайера (1960)
- Медаль Эллиота Крессона (1961)
- John A. Fleming Award (1963)
- Медаль Уильяма Боуи[англ.] (1977)
- Золотая медаль Лондонского королевского астрономического общества (1978)
- Национальная научная медаль в номинации «Физические науки» (1987)
- Премия Уильяма Проктера за научные достижения (1987)
- Премия Крафорда Шведской королевской академии наук (1989)
- Медаль Невады (1990)
- Vannevar Bush Award Национального научного совета (1991)